# Kalopanagiótis
Kalopanagiótis är en ort i Cypern.   Den ligger i distriktet Eparchía Lefkosías, i den centrala delen av landet, 50 km väster om huvudstaden Nicosia. Kalopanagiótis ligger 693 meter över havet och antalet invånare är 300. Den ligger på ön Cypern.
Terrängen runt Kalopanagiótis är huvudsakligen kuperad, men söderut är den bergig. Trakten runt Kalopanagiótis är glesbefolkad, med 20 invånare per kvadratkilometer. Närmaste större samhälle är Léfka, 13,6 km norr om Kalopanagiótis. 